# Aubusson (Orne)
Aubusson es una comuna y población francesa, en la región de Baja Normandía, en el departamentode Orne, distrito de Argentan y en el cantón de Flers Norte. 
En el censo de 1999 tenía 335, cuyo gentilicio francés es Aubussonnais.

## Demografía
| 186 | 189 | 221 | 314 | 329 | 335 |
| Para los censos de 1962 a 1999 la población legal corresponde a la población sin duplicidades (Fuente: INSEE [Consultar]) |     |     |     |     |     |